# Детектив (роман)
«Детектив» (англ. Detective) — роман канадского писателя Артура Хейли. Написан в 1997 году и стал последним романом писателя. Роман повествует о работе отдела по расследованию убийств департамента полиции Майами. 
В 2005 году по мотивам романа был снят телефильм, режиссёр Дэвид С. Грасс, роли сыграли: Том Беренджер (Малькольм Эйнсли), Сибилл Шеперд (Карен Эйнсли), Гиш, Аннабет (Синтия Эрнст), Rick Gomez (детектив Родригес), Фрэнк Уэйли (Брюмайстер), Wanda De Jesus (Санчес), J. Karen Thomas (Руби Боуи), Чарльз Дёрнинг (Макс Эрнст), Sean O'Bryan (Элрой Дойл),  Rutanya Alda (судья Аганис).

## Описание сюжета
Действие романа происходит в XX веке в США.
Сержант отдела убийств полиции Майами Малькольм Эйнсли получает вызов от священника тюрьмы Рэйфорд, его подопечный смертник Элрой Дойл просит Эйнсли приехать, чтобы дать показания перед казнью. Детективы Эйнсли и Родригес спешат в Рэйфорд. По дороге они вспоминают как раскрыли убийство германского туриста, застреленного двумя молодыми людьми Капрумом и Мэгги Торн. Молодому Родригесу удалось выбить признание из обоих до приезда адвоката. Эйнсли вспоминает события приведшие к поимке и осуждению Дойла. В Майами были совершены несколько зверских убийств пожилых супругов, судя по почерку работал один и тот же маньяк. В число жертв попали городской комиссар Эрнст и его супруга. Его дочь Синтия, бывшая напарница и любовница Эйнсли, оставила стремительную карьеру в полиции чтобы занять место отца. 
Эйнсли, бывший католический священник, разочаровавшийся в вере и церкви, ставший полицейским и счастливым семьянином, догадывается по следам преступления, что преступник буквально следует стихам Апокалипсиса. Полиция берёт под наблюдение подозреваемых, совершивших преступления на почве религиозного фанатизма и постепенно отсеивает одного за другим. Особое внимание полиции вызывает Элрой Дойл, подозреваемый в совершении схожего преступления. Полиция устанавливает за ним круглосуточную слежку, но из-за халатности молодого детектива Дойл уходит из под слежки и совершает новое убийство пожилой четы Темпоунов. Внук погибших, незамеченный Дойлом, тайком звонит в полицию, Эйнсли арестовывает Дойла. 
Несмотря на всеобщее возмущение окружной прокурор предъявляет Дойлу обвинение только в убийстве Темпоунов, рассчитывая на совершенно непробиваемые улики. Дойла приговаривают к смертной казни. Перед смертью отчаявшийся Дойл, исповедуется перед Эйнсли как перед священником. Он признаётся в убийстве четы Икеа, неизвестном полиции Майами, но категорически отрицает причастность к убийству Эрнстов. 
Полиция проводит тайное расследование убийства Икеа, слова Дойла полностью подтверждаются. Эйнсли берётся за убийство Эрнстов: на месте преступления был найден кролик, что совершенно не вяжется с Библией а радиоприёмник был выставлен не на ту волну, которую ставил убийца. Полиция разбирает конфискованные бумаги Эрнстов и устанавливает, что покойный комиссар постоянно мучил и насиловал свою дочь Синтию, но после того как она забеременела в 12 лет, перестал, испугавшись угроз знакомого врача. Также полиция находит коробку с уликами, обличающими любовника Синтии, бывшего детективного писателя Патрика Дженсена в убийстве его жены и любовника.
Арестованный Дженсен, рассчитывая на сделку с правосудием, рассказывает полиции, что Синтия Эрнст, шантажируя его уликами, воспользовалась им как посредником и организовала убийство своих родителей, и предъявляет компрометирующие её улики. Большое жюри высказывается за арест Эрнст, Синтия погибает при задержании. Её дочерью оказывается Мэгги Торн, ожидающая смертной казни. Эйнсли уходит из полиции и становится преподавателем университета.